# Бейфилд (округ)
Округ Бейфилд (англ. Bayfield County) располагается в штате Висконсин, США. Официально образован в 1866 году. По состоянию на 2012 год, численность населения составляла 15 099 человека.

## География
По данным Бюро переписи США, общая площадь округа равняется 5 288,785 км2, из которых 3828,024 км2 суша и 564,000 км2 или 27,600 % это водоёмы.

## Достопримечательности
- 4 из 22 островов Апосл (национальное побережье Апосл-Айлендс[англ.]).

## Население
По данным переписи населения 2000 года в округе проживает 15 013 жителей в составе 6 207 домашних хозяйств и 4 276 семей. Плотность населения составляет 4,00 человека на км2. На территории округа насчитывается 11 640 жилых строений, при плотности застройки около 3,00-х строений на км2. Расовый состав населения: белые — 88,46 %, афроамериканцы — 0,13 %, коренные американцы (индейцы) — 9,39 %, азиаты — 0,27 %, гавайцы — 0,01 %, представители других рас — 0,26 %, представители двух или более рас — 1,49 %. Испаноязычные составляли 0,61 % населения независимо от расы.
В составе 28,90 % из общего числа домашних хозяйств проживают дети в возрасте до 18 лет, 55,90 % домашних хозяйств представляют собой супружеские пары проживающие вместе, 7,80 % домашних хозяйств представляют собой одиноких женщин без супруга, 31,10 % домашних хозяйств не имеют отношения к семьям, 26,40 % домашних хозяйств состоят из одного человека, 11,50 % домашних хозяйств состоят из престарелых (65 лет и старше), проживающих в одиночестве. Средний размер домашнего хозяйства составляет 2,40 человека, и средний размер семьи 2,88 человека.
Возрастной состав округа: 24,60 % моложе 18 лет, 5,30 % от 18 до 24, 25,20 % от 25 до 44, 28,50 % от 45 до 64 и 28,50 % от 65 и старше. Средний возраст жителя округа 42 лет. На каждые 100 женщин приходится 102,20 мужчин. На каждые 100 женщин старше 18 лет приходится 100,70 мужчин.